# 中央イタリア方言
中部イタリア方言（イタリア語: Dialetti italiani mediani、romanesco）は、中部イタリアに分布するイタリア語の方言。

## 概要

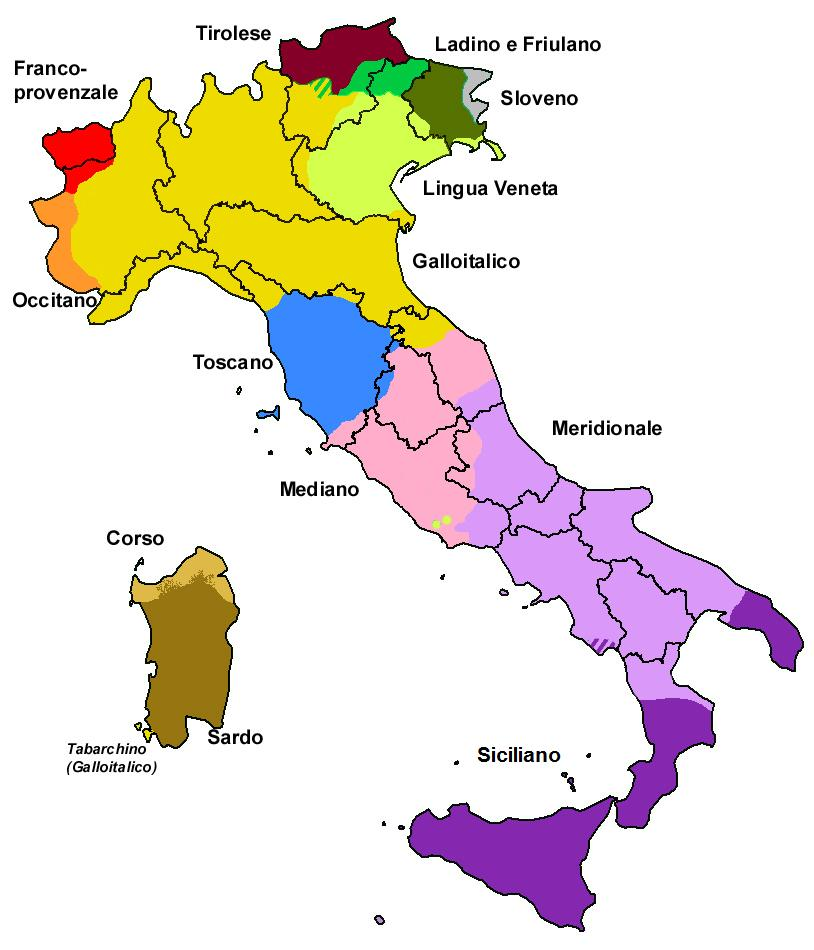
イタリア語の方言図。薄桃の部分が中部イタリア方言で、水色がトスカーナ方言。

イタリア語はトスカーナ地方で話されていたラテン語の方言（トスカーナ方言）に、南部の諸言語（ナポリ語、シチリア語）などの語彙を加えたもので、言わば「標準トスカーナ語」という立場にある。そしてトスカーナ以外の中部イタリアで話されるラテン語の諸方言はトスカーナの言葉と極めて近似しており、相互の意思疎通も容易に可能である。従ってそれらは「イタリア語（標準トスカーナ語）の方言」と考えられる。

### 呼称
通常、「中部イタリア方言」ないし「中部イタリア諸方言」と呼ばれるが、その一種であるローマ方言（romanesco）がトスカーナ方言と並んで文化的に高い地位を持つ事から、romanescoを中部イタリア諸方言の総称として用いる事もある。

## 含まれる方言
- 中部マルケ方言
- ウンブリア方言
- 北部ラティウム方言
- 南部ラティウム方言
- ローマ方言
- アブルッツォ北西部方言
- 南部トスカーナ方言